# Carnières
 Carnières  là một xã ở tỉnh Nord trong vùng Hauts-de-France, Pháp.
It is about 7 km (4,3 mi) về phía đông của Cambrai.